# 洛陽 (新加坡)
洛陽是位於新加坡東部地區的巴西立市鎮中的一個次分區。該地區由三個次區組成，分別為洛陽西、洛陽東與Flora Drive。 其名稱在馬來語中意為「黃銅」或「托盤」。
該地區由洛陽大道貫穿，通往巴西立、淡滨尼以及樟城坊。由於鄰近樟宜機場，區內多數工業區從事航空相關業務。
洛陽曾是一個馬來村莊，名為「Kampong Loyang」或「Loyang Besar」。在重建之前，該地區設有一座村落清真寺——「Kampong Loyang Besar Mosque」。
今日的洛陽已高度發展，設有住宅區、工業園區及設施，例如位於惹兰罗央勿刹的职总白沙乐怡度假村（英語：NTUC Downtown East），以及位於巴西立21街259號的政府組屋鄰里購物中心罗央坊（英語：Loyang Point）。

## 地標
洛陽大道上坐落著一座著名且受歡迎的華人廟宇，名為洛陽大伯公宫。該廟奉祀大伯公及其他多位中華神祇，亦設有多座印度教神祇與拿督克拉瑪的神龕，展現新加坡宗教和諧的精神。該廟是新加坡少數全天24小時開放參拜的華人廟宇之一，吸引全國各地的信徒前來參拜。